# The Band's Visit
The Band's Visit è un musical con colonna sonora di David Yazbek su libretto di Itamar Moses, tratto dal film di Eran Kolirin La banda (2007). Il musical ha debuttato nell'Off Broadway nel dicembre 2016 e a Broadway nell'ottobre 2017; acclamato dalla critica e dal pubblico, il musical ha vinto dieci Tony Award, tra cui miglior musical. Molto apprezzate anche le interpretazioni dei due protagonisti, Tony Shalhoub nei panni di Tewfiq e Katrina Lenk in quello di Dina, entrambi premiati con il Tony Award. Il musical è rimasto a Broadway per 589  repliche e 36 anteprime prima di chiudere nell'aprile 2019.

## Trama
I componenti della banda musicale della Polizia di Alessandria d'Egitto volano in Israele per dare il concerto inaugurale di un centro culturale arabo. A causa delle incomprensioni dovute alla lingua, il gruppo acquista il biglietto del pullman sbagliato e si ritrova in uno sperduto paese nel mezzo del deserto. Senza un mezzo di trasporto fino al giorno successivo, e perciò impossibilitati a giungere alla giusta destinazione, i membri del gruppo devono accettare l'ospitalità della ristoratrice Dina, che accoglie in casa propria Tewqif (il direttore) e Khaled, e del suo collega Simon, che insieme alla moglie ospita il resto della banda. Le storie delle due comunità si incontrano e si intrecciano brevemente, in un inaspettato momento d'apertura emotiva sia per gli egiziani che per gli israeliti.

## Brani musicali
- "Overture" – La banda
- "Waiting" – Abitanti di Bet Hatikva
- "Welcome to Nowhere" – Dina, Itzik, Papi
- "It Is What It Is" – Dina
- "Beat Of Your Heart" – Avrum, Itzik, Simon, Camal
- "Soraya" – La banda
- "Omar Sharif" – Dina
- "Haj-Butrus" – La banda
- "Papi Hears the Ocean" – Papi
- "Haled's Song About Love" – Haled, Papi
- "The Park" (Dialogue Track) – Dina, Tewfiq
- "Itgara'a" – Tewfiq
- "Something Different" – Dina, Tewfiq
- "Itzik's Lullaby" – Itzik e Camal
- "Something Different" (Reprise) – Dina
- "Answer Me" – Uomo del telefone & cast
- "The Concert" – La banda